# Огневой вал (тактика)

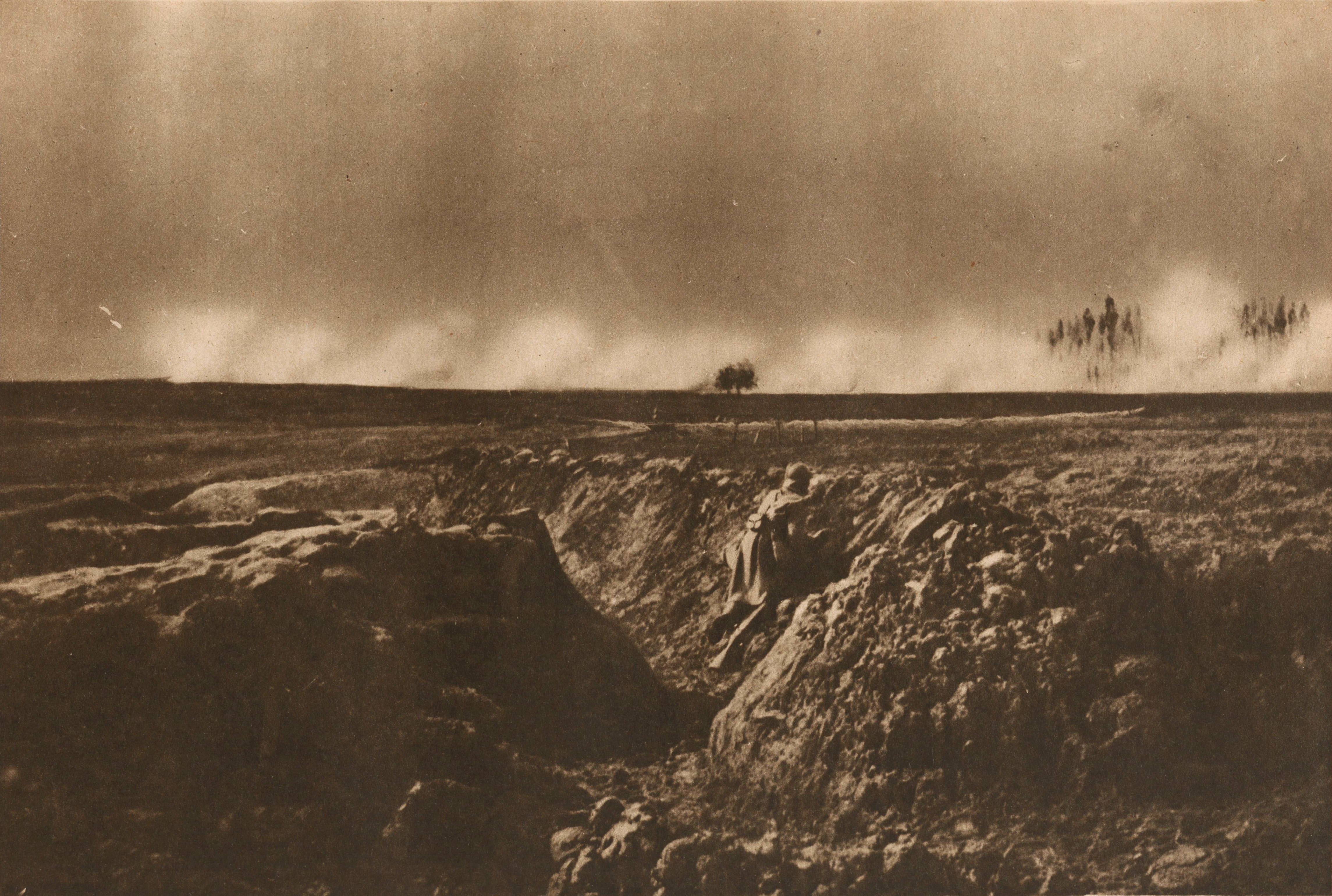
Огневой вал в первой мировой войне (Краон, 1917 год).

«Огневой вал», Подвижный заградительный огонь — артиллерийский тактический приём (подвижный заградительный огонь), широко используемый при непосредственной огневой поддержке наступающих войск. 
Приём заключается в создании и поддержании перед фронтом атакующих частей линии сплошной огневой завесы из разрывов артиллерийских снарядов, которая последовательно смещается вперёд по мере развития наступления.

## Применение и организация
Как правило, огневой вал используется при прорыве подготовленной и эшелонированной обороны противника, которая насыщена ходами сообщения и огневыми точками. Вид и глубина огневого вала определяются особенностями оборонительных укреплений противника, рельефом местности, а также — количеством артиллерии и запасом боеприпасов у наступающего.
При организации огневого вала намечают основные и промежуточные рубежи, причём таким образом, чтобы основные рубежи находились в местах наиболее вероятного размещения узлов обороны противника. Промежуточные рубежи организуются для подавления живой силы, вооружения и военной техники, которые оказались между основными рубежами, а также для предупреждения любых перемещений противника по ходам сообщения и траншеям. Первый основной рубеж, как правило, планируют по переднему краю обороны противника, последовательно перенося огонь вглубь.
Перенос огня с одного основного рубежа на другой осуществляется по команде (сигналу) наступающих формирований по мере их подхода к рубежам безопасного удаления.
Помимо непосредственного урона применение огневого вала оказывает значительное деморализующее воздействие на противника, затрудняет видимость переднего края обороны, маневрирование на поле боя и координацию действий сил и средств.

### Достоинстваогневого вала
- Прост в организации
- Не требует особой гибкости в управлении огнём
- Не требует детализации разведданных в силу значительной площади накрытия
- Не чувствителен ко влиянию метеорологических условий

### Недостаткиогневого вала
- Требует значительного количества артиллерийских орудий и расхода большого количества боеприпасов[5]

## Тактические варианты
В зависимости от сложившейся на участке прорыва тактической ситуации существует множество разновидностей применения огневого вала. Например:
- Огневой вал может создаваться на одном (одинарный огневой вал) или одновременно на двух (двойной огневой вал) рубежах.
- Часто используется ложное перенесение огневого вала вперёд, во время которого осуществляется попытка спровоцировать противника на активные действия разведкой боем и выявить неподавленные участки обороны и огневые точки. Затем огневой вал «возвращается» назад на вновь открытые цели.
- Некоторое применение нашёл так называемый метод «сползания огня» который по сути является уплотнением огневого вала:

<…>
В самом общем виде этот метод «сползания огня» был одним из методов артиллерийской поддержки атаки стрелковых подразделений. Если при огневом вале артиллеристы, стреляя по рубежам впереди своей пехоты, переносили огонь [115] скачками в 100—200 метров, то есть на два — четыре деления прицела, то «сползание огня» вполне отвечало своему названию — артиллерийский огонь «сползал» с переднего края противника в глубину его обороны минимально возможными переносами — по 50 метров (одно деление прицела), а зачастую и это маленькое расстояние делилось надвое с помощью уровня. Подобные переносы огня перекрываются рассеиванием снарядов, поэтому с наблюдательного пункта вы не видите никаких скачков. Артиллерийский огонь действительно ползёт в глубину обороны противника, пропалывая её дочиста, как хороший огород. Разумеется, по такой «прочищенной» местности наступать пехоте и танкам много легче. Естественный вопрос: почему этот метод не применять повсюду? Почему Штаб артиллерии Красной Армии не рекомендовал «сползающий огонь» артиллеристам других фронтов? Во-первых, потому, что он требовал значительных затрат боеприпасов. А возможности для их пополнения были у нас не беспредельны — заводы давали столько снарядов, сколько могли дать. И если бы Главное артиллерийское управление удовлетворило полностью потребности одного фронта, широко применявшего «сползание огня», оно оставило бы без боеприпасов другие фронты.
<…>
— 
- Сохранилось свидетельство дивизионного разведчика Г. З. Каца об использовании огневого вала частями вермахта для взятия «языков»:

<…>
…Кроме обычной тактики ночных разведпоисков, немцы очень часто использовали дневной захват «языков», в стиле — «на хапок». По нашему переднему краю начинался артобстрел, да такой, что и головы не поднять. Вплотную за огневым валом двигалась группа немецких разведчиков, которая врывалась в переднюю нашу траншею, хватала кого-нибудь контуженного солдата, и быстро отходила. Это у них получалась довольно ловко. Наши попытки подражать немцам и пытаться таким методом взять пленного, несколько раз заканчивались неудачей…
— 

## Описание очевидцев
Маршал артиллерии К. П. Казаков описывает использование огневого вала в своих мемуарах следующим образом:

<…>
А впереди пехоты, как бы ведя её за собой, уже продвигался скачками по 100—200 метров огневой вал снарядных [88] разрывов. Он «прочесал» развалины первой траншеи, потом вторую и пошёл дальше. За ним уходили к реке Россошка танки и цепочки пехотинцев.
<…>
— 
Результаты применения двойного огневого вала были описаны в мемуарах участника Ясско-Кишинёвской наступательной операции:
Плотность огня нашей артиллерии и продолжительность артподготовки была такой, что, когда немного рассеялись дым и пыль и наша пехота и танки пошли вперёд, местность впереди была чёрной, выжженной. Всё, что могло гореть, сгорело или продолжало гореть. 
Когда мы двинулись вперёд, то на глубину примерно десять километров местность была чёрной. Оборона противника практически была уничтожена. Вражеские траншеи, вырытые в полный рост, превратились в мелкие канавы, глубиной не более чем по колено. Блиндажи были разрушены. Иногда попадались чудом уцелевшие блиндажи, но находившиеся в них солдаты противника были мертвы, хотя не видно было следов ранений. Смерть наступала от высокого давления воздуха после разрывов снарядов и удушья

## История применения
- По официальным данным одинарный огневой вал в Вооружённых Силах СССР был впервые использован 10 января 1943 года при ликвидации окружённой группировки фельдмаршала Паулюса во время Сталинградской битвы — в Операции «Кольцо» и 12 января 1943 года — в Операции «Искра». Однако, интересно заметить, что подробное и весьма живописное описание огневого вала можно встретить в журнале «Смена» за февраль 1941 года[9], то есть — задолго до начала Великой Отечественной войны.
- Двойной огневой вал нашёл своё применение в ряде наступательных операций 1944—1945 годов, например в Ясско-Кишинёвской.
- Огневой вал также применялся и в Афганской войне. В связи с тем что Афганистан большей частью горная страна — согласно тактике действий в горах, пешие подразделения противоборствующих сторон стремились занимать позиции с более высоким расположением. При необходимости и наличии вооружения с большой дальностью действия позиции обустраивались непосредственно на вершинах и гребнях. В связи с этим тактика артиллеристов 40-й Армии при уничтожении вражеских позиций предусматривала ведение огневого вала с перемещением снизу вверх по склону, занимаемому противником[10]:

…Поднимаю голову — афганцы все стоят в рост, кричат и показывают рукой в том направлении, откуда мы пришли, а наши солдаты мирно сопят, видать вырубились вконец. Смотрю туда, куда они показывают и — Бог ты мой! На нас идёт вал огня. Сразу понял, что это «Град» работает. Растармошил ротного и за рацию, для огневой поддержки и взаимодействия нам были даны позывные и радиочастоты заместителя командира мотострелковой дивизии, батальоны которой шли понизу и взаимодействовали с нами. Называю свой позывной и кричу: 

— Прекратите огонь! Стрельба ведётся по своим подразделениям!

А полковник спокойно так:

— Не может быть, мы бьём по выверенным на карте огневым точкам противника.

Тут уж я не выдержал, огневой вал докатился практически до основания той вершины, на которой находились мы:

— Какие к чёрту выверенные точки! Разрывы на позициях роты! 

Разрывы раздавались всё ближе и ближе, и «зелёные» закричали ещё громче, что-то говоря на своём языке и размахивая руками. Ну, думаю, хана. Торчим на гребне, как на пупке, укрыться негде. Но тут, слава богу, не доходя до нас метров сто, разрывы прекратились…— Жантасов Амангельды. «Отряд Кара-майора»